# 사이오닉 분열기
사이오닉 분열기(영어:Psi disrupter)는 스타크래프트 종족인 테란의 건물이다. 테란의 특수 건물 중에 하나이다.

## 특징
사이오닉 분열기는 스타크래프트와 스타크래프트 리마스터에선 영단어인 Psi Disruptor를 그대로 한글로 음역한 사이오닉 디스럽터라고 불리며 스타크래프트 2에서는 한국어로 번역된 정신파 분열기라고 불린다. 사이오닉 분열기는 스타크래프트나 스타크래프트 2에선 스타크래프트 캠페인 에디터나 유즈맵 전용인 건물으로 일반적인 테란의 건물로는 볼 수 없다. 사이오닉 분열기는 테란 미션이나 저그 미션에서 등장하는데 테란 미션에선 테란 자치령은 이건물을 발견하지를 못했지만 UED라고 불리는 테란 집정 연합에 의해 새로이 발굴된 건물이 된다. 사이오닉 분열기는 저그를 강력히 억제하는 효과가 있어서 저그에 감염된 인페스티드 케리건은 사이오닉 분열기를 파괴하려 했고 알렉세이 스투코프나 제라드 듀갈은 사이오닉 분열기를 지키기위해 노력하였다. 외전인 다크 벤전스에서도 등장하는데 다크 벤전스에서 앨런 셰자르가 조종하는 건물로 등장한다. 앨런 셰자르가 적으로 등장하는 5A 미션에선 앨런 셰자르의 입장에선 적인 제라툴의 프로토스가 가진 실드를 10분마다 날리는 강력한 EMP 탄환을 날리는 건물로 등장하며 4B 미션에서도 등장하지만 여기선 앨런 셰자르는 아군으로 등장하기에 장식용 건물로 등장한다. 건물의 능력치는 체력:2000, 기본 방어력:1의 능력치를 가지고 있다. 스타크래프트 2에서도 사이오닉 분열기는 등장하는데 스타크래프트 2에서는 테란 플레이어가 직접 지을 수 있는 건물로 바뀌었으며 주로 스타크래프트 2 캠페인이나 협동전에서 등장한다. 스타크래프트 2에서 사이오닉 분열기를 건설하는데 필요한 자원과 건설 시간은 광물:150, 가스:100, 건설 시간:50초이다. 건물의 능력치는 체력:200, 기본 방어력:0으로 기본 방어력은 존재하지않는다. 스타크래프트 2에서 사이오닉 분열기는 사이오닉 분열을 주기적으로 일으키며 이는 저그 유닛들의 공격 속도와 이동 속도를 느리게 만든다. 다만 저그 영웅 유닛들은 사이오닉 분열기에서 발생하는 사이오닉 분열에 영향을 받지않는다.

## 같이 보기
- 스타크래프트
- 테란